# Geneviève de Paris (opéra)
Geneviève de Paris est un opéra du compositeur français Marcel Mirouze sur un livret de l'auteur Gabriel Boissy, créé en 1955 à Lyon. L'histoire s'inspire de la vie de Geneviève de Paris, sainte française du Ve siècle, patronne de la ville, et de sa rencontre avec Attila.

## Contexte historique
Geneviève de Paris, l'unique opéra du compositeur, est distribué en trois actes. L'ouvrage est joué pour la première fois en version de piano en 1950 au comité de lecture de l'Opéra appuyé par la soprano française Régine Crespin, diffusé à la radio, sous la direction de Paul Camerlo. L'ouvrage est repris en version concert à Paris par l'ORTF le 22 janvier 1953, avec la voix de Pierre Nougaro. Il est prévu une création scénique à Toulouse au Théâtre municipal du Capitole mis en place autour de 1949 et 1950 et programmé pour la saison 1951-1952, avec une mise en scène par Jean Vertax, mais ne voit finalement pas le jour pour des raisons financières.
Geneviève de Paris est créé sur scène le 4 juin 1955 aux arènes de Fourvières à Lyon pour trois représentations, avec les voix de Régine Crespin, Mady Mesplé, Raoul Jobin ainsi que Pierre Nougaro, sous la direction de Paul Camerlo et mis en scène par Louis Erlo. Il est prévu une production à l'Opéra de Lyon pour janvier 1956 puis est monté à Paris en février.

## Rôles et distributions
| Rôle                                | Voix    | Concert radio 1953 | Première scénique 1955 Dir : Paul Carmelo |
| ----------------------------------- | ------- | ------------------ | ----------------------------------------- |
| Geneviève                           | soprano | Janine Micheau     |                                           |
| Priscilla                           | soprano | Jane Rolland       |                                           |
| Attila                              | basse   | Pierre Nougaro     |                                           |
| Flavien                             | ténor   | Lucien Lovano      |                                           |
| Rikimer                             |         | Jacques Bouet      |                                           |
| Sedulius                            | ténor   | Jean Giraudeau     |                                           |
| Sextius                             | baryton | Charles Cambon     |                                           |
| Le Laboureur, Le Bossu, Le Mendiant |         | René Lenoty        |                                           |
| Bérik                               | basse   | Louis Noguera      |                                           |
| Viorix                              | ténor   | Joseph Peyron      |                                           |
| Trois femmes, trois hommes          |         |                    |                                           |

## Enregistrements
- Geneviève de Paris. Concerto pour piano et orchestre, Malibran Music, enregistré le 22 janvier 1953 dirigé par le compositeur, avec l'ORTF. Reparu en 2017, 2 CD.